# Emmy Destinn
Emmy Destinn, ursprungligen Kittl eller Kittlová, född 26 februari 1878 i Prag, död 28 januari 1930 i Budweis, var en böhmisk operasångerska (sopran).
Destinn var elev till Marie Löwe-Destinn, vars namn hon antog. Destinn var under många år Berlinoperans firade primadonna. Hon sjöng Senta i Den flygande holländaren i Bayreuth 1901 och Salome i Paris 1907. Dessutom framträdde hon i Covent Garden i London och på Metropolitan Opera i New York samt gjorde turnéer i Skandinavien och besökte bland annat Stockholm 1922.